# Pain Is Beauty
Pain Is Beauty (укр. "Біль - це краса") — четвертий студійний альбом американської співачки й авторки пісень та однойменного гурту — Челсі Вулф — випущений 3 вересня 2013 року на компакт-дисках, грамплатівках та у цифровому форматі для завантаження через інтернет із сайту Sargent House.

## Тематика
Вважається, що основною тематикою пісень альбому Pain Is Beauty є ідеалізоване романтичне кохання. Проте Челсі зауважила:
«Це не концептуальний альбом. Там йдеться про багато різних речей: йдеться і про походження, і про природу, і про вистраждане кохання, і про щось на кшталт подолання труднощів. В піснях цього альбому порушено багато різних тем.»
Оригінальний текст (англ.)
«It's not a conceptual album. There's a lot of different things it's about: it's about ancestry, it's about nature, it's about tormented love and sort of overcoming the odds. There's a lot of different themes on this album.»
За словами співачки, червона сукня, в яку вона одягнена на зображенні обкладинки альбому, символізує вулканічну лаву. Що ж до назви альбому, Челсі Вулф висловилась так:
«...завжди будуть такі труднощі, через які нам доведеться пройти, тому нам, так би мовити, треба бути сильними. І якщо ми ці труднощі таки подолаємо, то станемо розумнішими, а наші життя стануть прекраснішими.»
Оригінальний текст (англ.)
«…there's always gonna be situations that we go through that are really hard and we just have to kind of be strong, and if we get through to the other side, then we become wiser people and our lives become more beautiful.»

## Сприйняття альбому
Сукупний огляд сайту Metacritic присудив альбому середню оцінку в 81 бал (зі 100), основою для якої стали 15 оглядів, а це означає, що альбом отримав «всесвітнє схвалення»
У позитивному огляді авторства Нейта Чінена із The New York Times, оглядач прокоментував стиль альбому, зазначивши:
«...привабливу, та все ж задушливу атмосферу альбому Pain Is Beauty слід розуміти як надзвичайно точну естетичну калькуляцію.» (...) «Pain Is Beauty, її четвертий альбом за три роки, підтверджує її „постійність“ як співачки та авторки пісень готичного спрямування із нахилом до романтичного фаталізму та прекрасної руйнації.»
Оригінальний текст (англ.)
[«…the attractive but suffocating atmosphere on Pain Is Beauty should be understood as precise aesthetic calculation» (...) «Pain Is Beauty, her fourth album in three years, confirms her steadiness as a singer-songwriter of gothic intention, drawn to romantic fatalism and beautiful ruin.»
] Помилка: [undefined] Помилка: {{Lang}}: немає тексту (допомога): текст вже має курсивний шрифт (допомога)
Порівнюючи альбом із попередніми записами, Гізер Фарез із Allmusic висловилась так:
«Вулф намагається домогтися витонченішої музики ніж та, яка звучить у Unknown Rooms, а також жвавішого та більш електронного звучання ніж те, якого вдалося досягти в Apokalypsis» (...) «З допомогою Бена Крісгольма та інших співробітників вона, фактично, могла б вибрати будь-який напрямок, який їй заманеться; і  врешті вона вибрала - аж декілька.»
Оригінальний текст (англ.)
[«Wolfe opts for a fuller-fledged sound than she did on Unknown Rooms in a more tempered and eclectic way than Apokalypsis delivered» (...) «With the help of Ben Chisholm and her other collaborators, she's free to go in virtually any direction she chooses, and she ends up choosing quite a few.»
] Помилка: [undefined] Помилка: {{Lang}}: немає тексту (допомога): текст вже має курсивний шрифт (допомога)
У декількох оглядах критиці була піддана когезивність альбому. Так, Ейнджел із Sputnikmusic зауважила:
«Імовірно, альбом Pain Is Beauty був би у виграші від того, якби ще трішки більше часу було присвячено написанню пісень та конкретизації загального напрямку музики альбому; та все ж в ньому є більш ніж достатньо вражаючих композицій, щоб зробити його вартісним додатком до списку здобутків Челсі Вулф.»
Оригінальний текст (англ.)
[«While it's possible Pain Is Beauty would have benefited from some more time spent songwriting and fleshing out the overall direction of the album's sound, there's still more than enough impressive songs to make this a worthy addition to the Chelsea Wolfe catalog.»
] Помилка: [undefined] Помилка: {{Lang}}: немає тексту (допомога): текст вже має курсивний шрифт (допомога)

## Список треків
| #     | Назва                                       | Тривалість |
| ----- | ------------------------------------------- | ---------- |
| 1.    | «Feral Love»                                | 3:22       |
| 2.    | «We Hit a Wall»                             | 3:36       |
| 3.    | «House of Metal»                            | 5:00       |
| 4.    | «The Warden»                                | 3:53       |
| 5.    | «Destruction Makes the World Burn Brighter» | 2:38       |
| 6.    | «Sick»                                      | 5:35       |
| 7.    | «Kings»                                     | 3:59       |
| 8.    | «Reins»                                     | 5:15       |
| 9.    | «Ancestors, the Ancients»                   | 4:35       |
| 10.   | «They'll Clap When You're Gone»             | 5:52       |
| 11.   | «The Waves Have Come»                       | 8:29       |
| 12.   | «Lone»                                      | 2:37       |
| 54:53 |                                             |            |

## Учасники
Список учасників, які брали участь у створенні альбому Pain Is Beauty, взятий із сайту Allmusic.
- Андреа Кальдерон — скрипка
- Анна Добос — фото для обкладинки
- Бен Крісгольм — баси, звукорежисер, продюсер, мікшування, програмування, синтезатор
- Челсі Вулф — композитор, звукорежисер, продюсер, гітара, мікшування, вокал
- Кріс Коммон — мікшування
- Ділан Фуджіока — ударні
- Езра Букла — альт
- Кевін Доктер — гітари
- Крістін Кофер — знімки гурту, фотографія
- Патрік Шіройші — баритон-кларнет, саксофон
- Тревор Гернандес — дизайн, схема

## Чарти
| Чарт                                 | Пікова позиція |
| ------------------------------------ | -------------- |
| Billboard Альбоми на Top Heatseekers | 22             |
| Billboard, Фолк-альбоми              | 25             |